# Alfred Klingler
Alfred Klingler (Lipsia, 25 ottobre 1912 – ...) è stato un pallamanista tedesco.

## Palmarès

### Olimpiadi
- Oro a Berlino 1936 nella pallamano.